# Grand Prix Belgie 2017
Grand Prix Belgie 2017 (oficiálně 2017 Formula 1 Pirelli Belgian Grand Prix) se jela na okruhu Circuit de Spa-Francorchamps ve Spa v Belgii dne 27. srpna 2017. Závod byl dvanáctým v pořadí v sezóně 2017 šampionátu Formule 1.

## Kvalifikace
| Poř.                        | No. | Jezdec            | Konstruktér               | Časy v kvalifikaci | Časy v kvalifikaci | Časy v kvalifikaci | Pořadí na startu |
| Poř.                        | No. | Jezdec            | Konstruktér               | Q1                 | Q2                 | Q3                 | Pořadí na startu |
| --------------------------- | --- | ----------------- | ------------------------- | ------------------ | ------------------ | ------------------ | ---------------- |
| 1                           | 44  | Lewis Hamilton    | Mercedes                  | 1:44.184           | 1:42.927           | 1:42.553           | 1                |
| 2                           | 5   | Sebastian Vettel  | Ferrari                   | 1:44.275           | 1:43.987           | 1:42.795           | 2                |
| 3                           | 77  | Valtteri Bottas   | Mercedes                  | 1:44.773           | 1:43.249           | 1:43.094           | 3                |
| 4                           | 7   | Kimi Räikkönen    | Ferrari                   | 1:44.729           | 1:43.700           | 1:43.270           | 4                |
| 5                           | 33  | Max Verstappen    | Red Bull Racing-TAG Heuer | 1:44.535           | 1:43.940           | 1:43.380           | 5                |
| 6                           | 3   | Daniel Ricciardo  | Red Bull Racing-TAG Heuer | 1:45.114           | 1:44.224           | 1:43.863           | 6                |
| 7                           | 27  | Nico Hülkenberg   | Renault                   | 1:45.280           | 1:44.988           | 1:44.982           | 7                |
| 8                           | 11  | Sergio Pérez      | Force India-Mercedes      | 1:45.591           | 1:44.894           | 1:45.244           | 8                |
| 9                           | 31  | Esteban Ocon      | Force India-Mercedes      | 1:45.277           | 1:45.006           | 1:45.369           | 9                |
| 10                          | 30  | Jolyon Palmer     | Renault                   | 1:45.447           | 1:44.685           | Bez času           | 14               |
| 11                          | 14  | Fernando Alonso   | McLaren-Honda             | 1:45.668           | 1:45.090           |                    | 10               |
| 12                          | 8   | Romain Grosjean   | Haas-Ferrari              | 1:45.728           | 1:45.133           |                    | 11               |
| 13                          | 20  | Kevin Magnussen   | Haas-Ferrari              | 1:45.535           | 1:45.400           |                    | 12               |
| 14                          | 55  | Carlos Sainz Jr.  | Toro Rosso                | 1:45.374           | 1:45.439           |                    | 13               |
| 15                          | 2   | Stoffel Vandoorne | McLaren-Honda             | 1:45.441           | Bez času           |                    | 20               |
| 16                          | 19  | Felipe Massa      | Williams-Mercedes         | 1:45.823           |                    |                    | 16               |
| 17                          | 26  | Daniil Kvjat      | Toro Rosso                | 1:46.028           |                    |                    | 19               |
| 18                          | 18  | Lance Stroll      | Williams-Mercedes         | 1:46.915           |                    |                    | 15               |
| 19                          | 9   | Marcus Ericsson   | Sauber-Ferrari            | 1:47.214           |                    |                    | 17               |
| 20                          | 94  | Pascal Wehrlein   | Sauber-Ferrari            | 1:47.679           |                    |                    | 18               |
| 107 % času vítěze: 1:51.476 |     |                   |                           |                    |                    |                    |                  |
| Zdroj:                      |     |                   |                           |                    |                    |                    |                  |

Poznámky
1. ↑  Jolyon Palmer obdržel trest posunu o 5 míst vzad kvůli neplánované výměně převodovky.
2. ↑  Stoffel Vandoorne obdržel trest posunu o 65 míst vzad za překročení počtu povolených pohonných jednotek a kvůli neplánované výměně převodovky.
3. ↑  Felipe Massa obdržel trest posunu o 5 míst vzad kvůli ignorování žlutých vlajek ve třetím volném tréninku. Díky penalizaci ostatních jezdců nakonec zůstal na své původní pozici.
4. ↑  Daniil Kvjat obdržel trest posunu o 20 míst vzad za překročení počtu povolených pohonných jednotek.
5. ↑  Marcus Ericsson obdržel trest posunu o 5 míst vzad kvůli neplánované výměně převodovky.
6. ↑  Pascal Wehrlein obdržel trest posunu o 5 míst vzad kvůli neplánované výměně převodovky.

## Závod
| Poř.   | No. | Jezdec            | Konstruktér               | Počet kol | Čas/Odstoupení      | Pořadí na startu | Body |
| ------ | --- | ----------------- | ------------------------- | --------- | ------------------- | ---------------- | ---- |
| 1      | 44  | Lewis Hamilton    | Mercedes                  | 44        | 1:24:42.820         | 1                | 25   |
| 2      | 5   | Sebastian Vettel  | Ferrari                   | 44        | +2.358              | 2                | 18   |
| 3      | 3   | Daniel Ricciardo  | Red Bull Racing-TAG Heuer | 44        | +10.791             | 6                | 15   |
| 4      | 7   | Kimi Räikkönen    | Ferrari                   | 44        | +14.471             | 4                | 12   |
| 5      | 77  | Valtteri Bottas   | Mercedes                  | 44        | +16.456             | 3                | 10   |
| 6      | 27  | Nico Hülkenberg   | Renault                   | 44        | +28.087             | 7                | 8    |
| 7      | 8   | Romain Grosjean   | Haas-Ferrari              | 44        | +31.553             | 11               | 6    |
| 8      | 19  | Felipe Massa      | Williams-Mercedes         | 44        | +36.649             | 16               | 4    |
| 9      | 31  | Esteban Ocon      | Force India-Mercedes      | 44        | +38.154             | 9                | 2    |
| 10     | 55  | Carlos Sainz Jr.  | Toro Rosso                | 44        | +39.447             | 13               | 1    |
| 11     | 18  | Lance Stroll      | Williams-Mercedes         | 44        | +48.999             | 15               |      |
| 12     | 26  | Daniil Kvjat      | Toro Rosso                | 44        | +49.940             | 19               |      |
| 13     | 30  | Jolyon Palmer     | Renault                   | 44        | +53.239             | 14               |      |
| 14     | 2   | Stoffel Vandoorne | McLaren-Honda             | 44        | +57.078             | 20               |      |
| 15     | 20  | Kevin Magnussen   | Haas-Ferrari              | 44        | +1:07.262           | 12               |      |
| 16     | 9   | Marcus Ericsson   | Sauber-Ferrari            | 44        | +1:09.711           | 17               |      |
| 17     | 11  | Sergio Pérez      | Force India-Mercedes      | 42        | Poškození po kolizi | 8                |      |
| Ret    | 14  | Fernando Alonso   | McLaren-Honda             | 25        | Pohonná jednotka    | 10               |      |
| Ret    | 33  | Max Verstappen    | Red Bull Racing-TAG Heuer | 7         | Pohonná jednotka    | 5                |      |
| Ret    | 94  | Pascal Wehrlein   | Sauber-Ferrari            | 2         | Zavěšení kola       | 18               |      |
| Zdroj: |     |                   |                           |           |                     |                  |      |

Poznámky
1. ↑  Sergio Pérez odstoupil ze závodu, ale byl klasifikován, protože odjel více než 90 % délky závodu.

## Průběžné pořadí po závodě
Pohár jezdců
|  | Pořadí | Jezdec           | Body |
|  | ------ | ---------------- | ---- |
|  | 1      | Sebastian Vettel | 220  |
|  | 2      | Lewis Hamilton   | 213  |
|  | 3      | Valtteri Bottas  | 179  |
|  | 4      | Daniel Ricciardo | 132  |
|  | 5      | Kimi Räikkönen   | 128  |

Pohár konstruktérů
|  | Pořadí | Konstruktér               | Body |
|  | ------ | ------------------------- | ---- |
|  | 1      | Mercedes                  | 392  |
|  | 2      | Ferrari                   | 348  |
|  | 3      | Red Bull Racing-TAG Heuer | 199  |
|  | 4      | Force India-Mercedes      | 103  |
|  | 5      | Williams-Mercedes         | 45   |